# Dørphof
Dørphof, Thorpe (dansk) eller Dörphof (tysk) er en landsby og kommune beliggende omkring Svansbækken og Svans Sø omtrent 5 km syd for Kappel på halvøen Svansø i det østlige Sydslesvig. Administrativt hører kommunen under Rendsborg-Egernførde kreds i den nordtyske delstat Slesvig-Holsten. Kommunen samarbejder på administrativt plan med andre kommuner i omegnen i Slien-Østersøen kommunefællesskab (Amt Schlei-Ostsee). I kirkelig henseende hører Thorpe under under Svans Sogn (Karby Sogn). Sognet lå i Risby Herred (Svans  godsdistrikt, Slesvig), da området var dansk.
Landsbyen blev første gang nævnt i 1352 som Thorpe. I 1407 dokumenteres bynavnet som villa Thorp, 1648 som Dorp og 1652 som Dorpthoff. Torp er navnet på en udflytterby.
Kommunen omfatter landsbyerne Thorpe el. Dørphof, Karlbjerg (Karlberg) og Skovby (Schuby), bebyggelser Krim, Østerskov (Osterschau), Råryd el. Rorye (Rohrüh), Skovbymark (Schubyfeld), Skovbymølle (Schubymühle), Skovbystrand (Schubystrand) og godserne Grøndal (Grüntal) og Svandal (også Svanedal, Schwonendahl) samt skoven Jægermade (Jägermaß).

## Galleri
- Grænsesten mellem Dørphof/Thorpe og Karby
- Svandal gods (Schwonendahl)